# Sphere
Sphere – zespół muzyczny grający death metal. Powstał w 2002 roku w Warszawie z inicjatywy gitarzystów Bolka i Vala – gitara, perkusisty Th0rna oraz wokalisty Jaśka. Tego samego roku Jasiek i Bolek odeszli z zespołu. Nowym gitarzystą został Lechu. Skład uzupełnił również basista Zeras. W 2004 roku ukazało się debiutanckie demo grupy pt. Spiritual Dope.
W 2005 roku nowym wokalistą Sphere został Analripper znany z występów w Pyorrhoea. Debiutancki album formacji zatytułowany Damned Souls Rituals ukazał się 20 stycznia 2007 roku nakładem wytwórni muzycznej Empire Records. Nagrania zostały zarejestrowane w 2006 roku olkuskim Zed Studio.
W 2010 roku zespół ponownie wszedł do Zed Studio, by nagrać następcę Damned Souls Rituals. Album zatytułowany Homo Hereticus został wydany poprzez Masterful Records 10 lutego 2012 roku. W przeciągu następnych dwóch lat zespół zagrał dużą liczbę koncertów, wspierając takie zespoły jak Cannibal Corpse, Disgorge, Cryptopsy, Vital Remains, Obituary. W międzyczasie doszło do przetasowań w składzie i w lipcu 2014 roku Sphere w składzie: Th0rn – perkusja, Diego – gitara, Beton – gitara basowa, Iron – gitara, Dawidek – wokal, zarejestrował materiał na trzecią w historii zespołu płytę długogrającą zatytułowaną Mindless Mass. Płytę nagrał, zmiksował i wyprodukował Filip „Heinrich” Hałucha w warszawskim Sound Division Studio. Gościnnie, w utworze Leash partię solową zagrał Jacek Hiro.
Po nagraniach Iron opuścił zespół, w jego miejsce dołączył udzielający się również w Vedonist, gitarzysta Artur „Xan” Grabarczyk.
Został nakręcony wideoklip do utworu Society Foetus. Za jego produkcję odpowiedzialni byli Dawidek, Łukasz Cielemęcki i Magdalena Łobaczewska.
Mindless Mass został wydany jako płyta CD nakładem Deformeathig Production 19 czerwca 2015 roku.
Pomiędzy październikiem a grudniem 2021 zespół nagrał w warszawskim studio JNS płytę Blood Era, która została wydana przez Deformeathing Production 6 maja 2022 roku.

## Obecny skład
- Th0rn – perkusja
- Ufo – gitara basowa
- Xan – gitara
- Hofman – gitara
- Wisnia - wokal

## Dyskografia
- Spiritual Dope (2004, demo, wydanie własne)
- Damned Souls Rituals (2007, Empire Records)
- Homo Hereticus (2012, Masterful Records)[16]
- Mindless Mass (2015, Deformeathing Production)[17]
- Blood Era (2022, Deformeathing Production)[15]